# For The Sake Of Revenge
For the Sake of Revenge es el segundo álbum en vivo de la banda de power metal finlandesa Sonata Arctica, grabado en Shibuya-AX, Tokio, Japón, el 5 de febrero de 2005, durante el "Reckoning Night World Tour". Además del CD, está disponible un DVD en estéreo y sonido Surround 5.1 que incluye comentarios en finés por parte de la banda, "Misplaced Cameras On Tour" ("Cámaras fuera de lugar en la gira"), "The Men Of The North In The Land Of The Rising Sun" ("Los hombres del norte en la Tierra del Sol Naciente"), que muestra el itinerario de la banda durante su viaje y llegada a Japón, además de su estadía, el antes y el después del show, una biografía y discografía.

## Lista de canciones del DVD
1. "Prelude For Reckoning" (Intro)
2. "Misplaced"
3. "Blinded No More"
4. "FullMoon" (incluye un extracto de "White Pearl, Black Oceans")
5. "Victoria's Secret"
6. "Broken"
7. "8th Commandment"
8. "Shamandalie"
9. "Kingdom for a Heart"
10. "Replica"
11. "My Land"
12. "Black Sheep"
13. "Sing in Silence"
14. "The End Of This Chapter"
15. "San Sebastian"
16. "The End Of This Keyboard" / -sing-a-long
17. "Gravenimage"
18. "Don't Say A Word"
19. "The Cage"
20. "Vodka" / "Hava Nagila"
21. "Draw Me (Instrumental)" (Outro)

## Lista de canciones del CD
1. "Prelude For Reckoning" (2:16)
2. "Misplaced" (4:43)
3. "Blinded No More" (5:16)
4. "FullMoon" (incluye un extracto de "White Pearl, Black Oceans")(5:49)
5. "Victoria's Secret" (5:03)
6. "Broken" (5:26)
7. "8th Commandment" (3:56)
8. "Shamandalie (3:54)
9. "Kingdom For A Heart" (4:17)
10. "Replica" (4:08)
11. "My Land" (4:16)
12. "Black Sheep" (4:00)
13. "Gravenimage" (2:23)
14. "Don't Say A Word" (6:35)
15. "The Cage-Vodka-Hava Nagila" (7:26)

## Integrantes
- Tony Kakko - vocalista
- Jani Liimatainen - guitarra
- Marko Paasikoski - bajo
- Tommy Portimo - batería
- Henrik Klingenberg - teclado

- Datos: Q576425